# Britta Schall Holberg

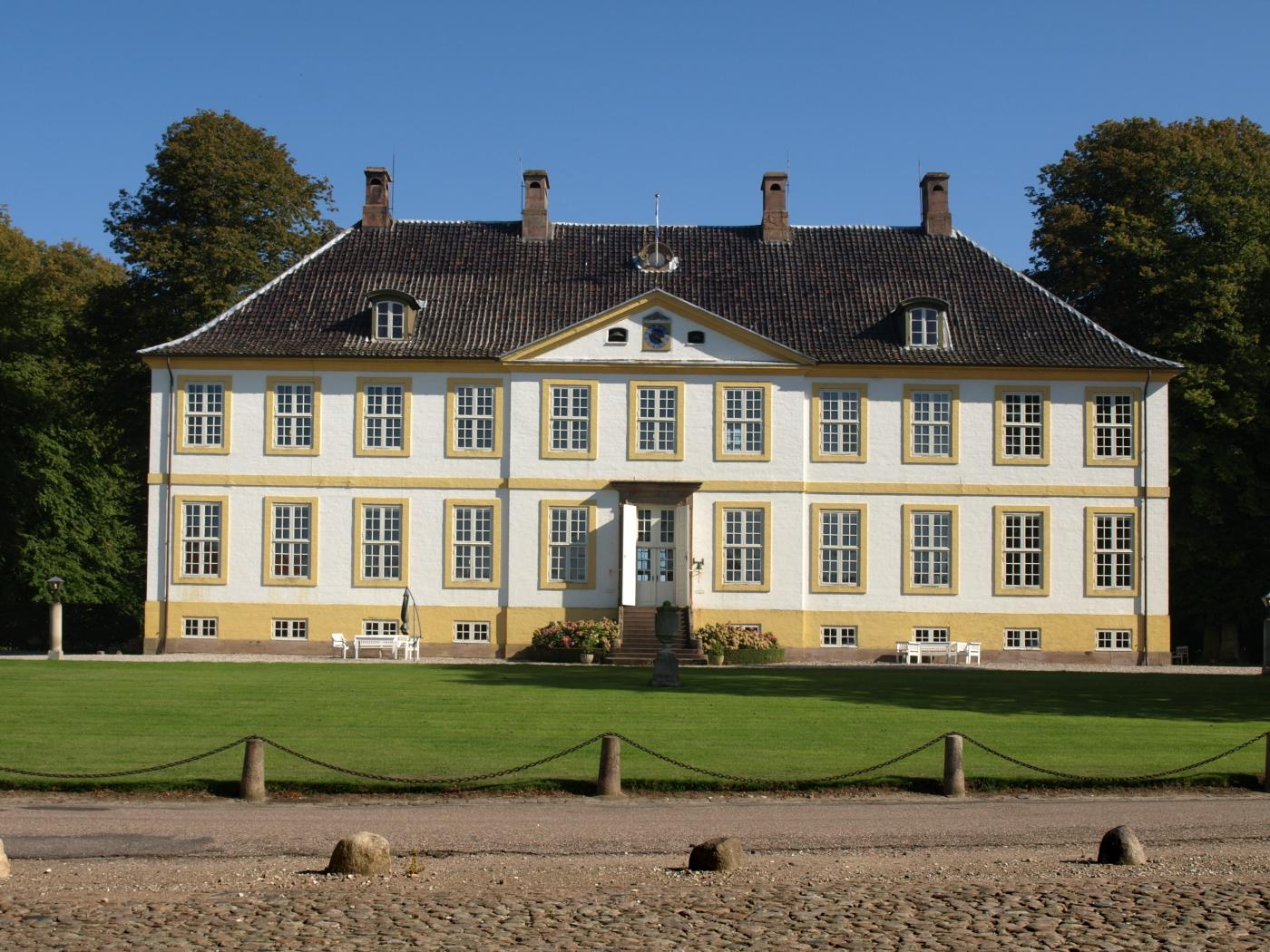
Das Herrenhaus von Gut Hagenskov

Britta Caroc Schall Holberg (geb. Caroc; * 25. Juli 1941 in Næstved, Dänemark; † 23. Februar 2022) war eine dänische Gutsbesitzerin und Politikerin (Venstre). Sie war von 1982 bis 1986 erste Innenministerin des Landes.

## Leben
Britta Schall Holberg wurde am 25. Juli 1941 in Næstved geboren. Ihr Vater war Gutsbesitzer in Glumsø und erwarb 1954 das Gut Hagenskov. Sie absolvierte 1964 das Lehrerexamen, da sie keine landwirtschaftliche Ausbildung machen wollte. Schall Holberg heiratete 1966 den Lehrer Jørgen Hansen und wurde Mutter von zwei Söhnen. Nach dem Kauf von Hagenskov gab sie 1977 den Beruf einer Lehrerin auf und wurde Landwirtin.
Schall Holberg wurde 1967 Mitglied der konservativ-liberalen Venstre, von 1970 bis 1988 saß sie im Hauptvorstand der Landesorganisation. Von 1970 bis 1978 war sie Fraktionsvorsitzende im Stadtrat von Holbæk und übernahm Aufgaben im Vestsjællands Amt. Nach dem Umzug nach Hagenskov wirkte Schall Holberg bis 1982 im Stadtrat von Assens und übernahm das Amt einer stellvertretenden Bürgermeisterin. Im Verband der Sozialausschüsse in Dänemark war sie von 1976 bis 1978 als Vorsitzende und bis 1982 als stellvertretende Vorsitzende tätig.
Im September 1982 bildete Poul Schlüter eine bürgerliche Regierung. Mit Britta Schall Holberg als erste dänische Innenministerin holte er drei weitere Ministerinnen (Grethe Fenger Møller, Mimi Jakobsen und Elsebeth Kock-Petersen) in sein erstes Kabinett. Ende 1983 wurde sie für den Wahlkreis Kolding in den Folketing gewählt.
Im März 1986 wurde Schall Holberg zur Landwirtschaftsministerin ernannt. In diesem Ressort setzte sie sich unter anderem für Ökologie und Tierwohl ein. Nach den Wahlen im September 1987 schied sie aus der Regierung aus. Im folgenden Mai verließ sie auch den Folketing. Schall Holberg widmete sich der Landwirtschaft, begann zu schreiben und hielt Vorträge. Zu ihrem weiteren Engagement gehörte der Vorsitz im Interkirchlichen Diözesankomitee von Fünen und im Interkirchlichen Rat. Sie wirkte in Ausschüssen des Kristeligt Dagblads, der Dänischen Bibelgesellschaft und weiteren Gremien.
In einem Verfahren wegen Infektionen durch HIV-kontaminierte Blutprodukte wurde Schall Holberg als ehemals verantwortliche Ministerin 1996 vom Obersten Gerichtshof freigesprochen. Von 1998 bis 2001 war sie politische Redakteurin bei Fyens Stiftstidende. Sie kehrte von 2005 bis 2011 in das Folketing zurück. Hagenskov übertrug sie 2009 ihrem zweiten Sohn Jacob Claus Schall Holberg.
Britta Schall Holberg wurde 1984 zur Kommandeurin des Dannebrogordens und 1997 zur „Hofjägermeisterin“ ernannt.